# Paroisse de Waterborough
La paroisse de Waterborough est à la fois une paroisse civile et un ancien district de services locaux (DSL) canadien du comté de Queens, au sud du Nouveau-Brunswick. Dans le cadre de la réforme de la gouvernance locale du 1er janvier 2023, le territoire du DSL a été réparti entre le vilage d'Arcadia et le district rural de la Région-de-la-capitale.

## Toponyme
En anglais, le nom Waterborough vient vraisemblablement de water, « eau », et de borough, « village » ou « ville ». La paroisse est logiquement nommée ainsi d'après sa position au bord du Grand Lac.

## Géographie

### Villages et hameaux
La paroisse comprend les hameaux de Coal Creek, Cox Point, Cumberland Bay, Kings Mines, Rees, The Range, Union Settlement et Waterborough. Mill Cove est séparé avec la paroisse de Cambridge et Coal Creek est séparé avec la paroisse de Chipman.

## Histoire
La carte Mitchell de 1755 mentionne un « village d'Acadiens » à l'embouchure de la rivière Salmon dans le Grand Lac. Selon William Francis Ganong, c'est une erreur puisqu'il n'existe aucune autre mention du village. La paroisse civile est érigée en 1786. Des Loyalistes s'établissent aux abords du Grand Lac entre 1784 et 1785. L'arrière-pays est peu peuplé et colonisé par leurs descendants. Union Settlement est ainsi une localité agricole fondée vers 1850. Marr Settlement est toutefois fondé par des immigrants.
La municipalité du comté de Queens est dissoute en 1966. La paroisse de Waterborough devient un district de services locaux en 1967.

## Démographie
| 2001 | 2006 | 2011 | 2016 |
| ---- | ---- | ---- | ---- |
| 859  | 893  | 851  | 847  |

## Économie
Entreprise Central NB, membre du Réseau Entreprise, a la responsabilité du développement économique.

## Administration

### Comité consultatif
En tant que district de services locaux, Waterborough est administré directement par le Ministère des Gouvernements locaux du Nouveau-Brunswick, secondé par un comité consultatif élu composé de cinq membres dont un président.

### Commission de services régionaux
La paroisse de Waterborough fait partie de la Région 11, une commission de services régionaux (CSR) devant commencer officiellement ses activités le 1er janvier 2013. Contrairement aux municipalités, les DSL sont représentés au conseil par un nombre de représentants proportionnel à leur population et leur assiette fiscale. Ces représentants sont élus par les présidents des DSL mais sont nommés par le gouvernement s'il n'y a pas assez de présidents en fonction. Les services obligatoirement offerts par les CSR sont l'aménagement régional, l'aménagement local dans le cas des DSL, la gestion des déchets solides, la planification des mesures d'urgence ainsi que la collaboration en matière de services de police, la planification et le partage des coûts des infrastructures régionales de sport, de loisirs et de culture; d'autres services pourraient s'ajouter à cette liste.

### Représentation et tendances politiques
Nouveau-Brunswick: Waterborough fait partie de la circonscription provinciale de Grand Lake-Gagetown, qui est représentée à l'Assemblée législative du Nouveau-Brunswick par Ross Wetmore, du Parti progressiste-conservateur. Il fut élu en 2010.
 Canada: Waterborough fait partie de la circonscription fédérale de Fundy Royal, qui est représentée à la Chambre des communes du Canada par Rob Moore, du Parti conservateur. Il fut élu lors de la 38e élection générale, en 2004, puis réélu en 2006 et en 2008.

## Vivre dans la paroisse de Waterborough
Le DSL est inclus dans le territoire du sous-district 10 du district scolaire Francophone Sud. Les écoles francophones les plus proches sont à Fredericton et Oromocto alors que les établissements d'enseignement supérieur les plus proches sont dans le Grand Moncton.
Cumberland Bay possède une caserne de pompiers. Il y a un bureau de poste à Youngs Cove. Les détachements de la Gendarmerie royale du Canada les plus proches sont à Chipman et à Gagetown.
L'église St. Luke's de Waterborough est une église anglicane.
Les anglophones bénéficient du quotidien Telegraph-Journal, publié à Saint-Jean. Les francophones bénéficient quant à eux du quotidien L'Acadie nouvelle, publié à Caraquet et de l'hebdomadaire L'Étoile, de Dieppe.